# Rouelles (Seine-Maritime)
Pour les articles homonymes, voir Rouelle.
Rouelles est un quartier du Havre. Commune indépendante jusqu'au 4 avril 1973, date où elle a été rattachée au Havre, Rouelles est située au nord-est de la ville.

## Géographie
Rouelles est située à l'extrémité occidentale du pays de Caux, à 4 km de Montivilliers, 6 km du centre ville du Havre et 84 km de Rouen.
Le relief de Rouelles est constitué de trois vallons dont le principal est parcouru par la rivière de Rouelles.
Les vallons sont entourés de plateaux avec au nord le plateau d'Epremesnil qui a gardé un paysage rural, alors qu'au Sud, celui de Caucriauville est totalement urbanisé.
À l'ouest, Rouelles ne possède que le rebord du plateau qui porte la forêt de Montgeon.

## Toponymie
Le toponyme Rouelles est attesté sous les formes Rotuella, Rodewella en 1035.
Toponyme de type anglo-scandinave composé des éléments vieil anglais rod « clairière » ou norrois rauðr « rouge » et du vieil anglais wella « source » On retrouve ces éléments à maintes reprises en Normandie : rauðr est contenu dans le Robec, rivière de Rouen (Rodhebec XIe siècle) et wella dans les Elbeuf (Wellebotum, etc. XIe siècle), Veules-les-Roses (Wellas XIe siècle), etc.
Il s'agit d'un homonyme des nombreux Rothwell anglais. En revanche, homographie fortuite avec Rouelles, commune de Champagne.

## Histoire

### Préhistoire
Les archéologues ont trouvé du matériel préhistorique à Rouelles, ce qui témoigne d'une occupation humaine fort ancienne.

### Le Moyen Âge et l'Ancien Régime
Il faut attendre le XIe siècle pour être certain de l'existence d'un village : la paroisse de Rouelles est mentionnée dans la charte de refondation de l'abbaye de Montivilliers comme l'une de celles qui relèvent de l'abbaye sous l'Ancien Régime. Le pouvoir seigneurial est entre les mains de l'abbaye de Montivilliers et du marquisat de Graville duquel dépendent les fiefs de la Bouteillerie et d'Epremesnil. Le premier passe par alliance familiale aux Cavelier de Montgeon au XVIIIe siècle. Le second est acquis vers 1670 par une famille de négociants du Havre en pleine ascension de fortune et de prestige : les Duval qui ajoutent d'Epremesnil à leur nom et sont anoblis ; Jean-Jacques Duval d'Eprémesnil, est un important magistrat à Paris sous le règne de Louis XVI.
Le cœur du village est autour de l'église, près du pont emprunté par le chemin de Graville puis la route du Havre à Montivilliers. Quelques hameaux sont implantés sur les plateaux ou leur talus. Toute la population vit de l'agriculture ; même les artisans (forgerons, charron) exploitent quelque lopins de terre. La rivière actionne les moulins.

### La Révolution et l'époque contemporaine
Les Cavelier de Montgeon sont parvenus à sauver leur vie, leurs biens et même leur influence (ils tiennent la mairie de 1808 à 1852). En revanche, Jean Jacques Duval d'Epremesnil est victime de la Révolution que ses positions politiques ont contribué à déclencher : il est guillotiné à Paris en 1794 et ses biens sont acquis par les riches bourgeois rouennais.
Si la Révolution a dégagé Rouelles du pouvoir de l'abbaye de Montivilliers puisque celle-ci a disparu, le village continue à être tourné administrativement et économiquement vers Montivilliers, chef-lieu du canton et lieu du marché et des halles aux grains.
Toutefois, au cours des XIXe siècle et XXe siècles, Rouelles passe progressivement dans l'orbite du Havre. La transformation de deux moulins en petites usines (laminoir de plomb, usine de graphite) et la création d'une blanchisserie ne suffisent pas à fournir du travail aux Rouellais qui, de plus en plus nombreux, vont travailler sur le port et dans les usines du Havre. Par ailleurs, la création des lotissements de Frileuse et d'Aplemont fait que progressivement la poussée urbaine rejoint Rouelles avant que, plus récemment, soit réalisée la ZUP de Caucriauville. Si les guinguettes de Rouelles où les Havrais venaient se distraire et s'aérer aux beaux jours ont disparu, le relais a été pris d'une certaine façon par l'aménagement du parc de Rouelles.

## Politique et administration
| Période                                  | Période  | Identité            | Étiquette | Qualité |
| ---------------------------------------- | -------- | ------------------- | --------- | ------- |
|                                          | En cours | Christophe Argentin |           |         |
| Les données manquantes sont à compléter. |          |                     |           |         |

## Démographie
| 1793 | 1800 | 1806 | 1821 | 1831 | 1836 | 1841 | 1846 | 1851 |
| ---- | ---- | ---- | ---- | ---- | ---- | ---- | ---- | ---- |
| 573  | 575  | 582  | 549  | 527  | 524  | 568  | 569  | 543  |

| 1856 | 1861 | 1866 | 1872 | 1876 | 1881 | 1886 | 1891 | 1896 |
| ---- | ---- | ---- | ---- | ---- | ---- | ---- | ---- | ---- |
| 608  | 603  | 616  | 589  | 574  | 629  | 617  | 630  | 619  |

| 1901 | 1906 | 1911 | 1921 | 1926 | 1931  | 1936  | 1946  | 1954  |
| ---- | ---- | ---- | ---- | ---- | ----- | ----- | ----- | ----- |
| 642  | 628  | 668  | 686  | 860  | 1 019 | 1 090 | 1 004 | 2 020 |

| 1962  | 1968  | - | - | - | - | - | - | - |
| ----- | ----- | - | - | - | - | - | - | - |
| 2 816 | 1 914 | - | - | - | - | - | - | - |

## Monuments
- Manoir Saint-Louis dit château de Montgeon[3],[4].
- Manoir de la Bouteillerie.

## Sources
- Archives départementales de Seine-Maritime : C 545, Rôle des Vingtièmes
- Idem : L 5447 : Comité de surveillance de Rouelles
- Archives municipales du Havre : Délibérations du conseil municipal de Rouelles
- Bibliothèque municipale de Montivilliers, archives : fonds du District, Dénombrement des habitants de Rouelles (1792)
- Ernest Dumont, Le manoir de la Bouteillerie à Rouelles, Almanach illustré du Courrier du Havre, année 1895
- Dr Leroy, Notes sur Rouelles, publication de l’Association des Amis du Vieux Havre, 1923
- Les Amis du Vieux Havre à Rouelles, recueil de l’Association des Amis du Vieux Havre, 1932
- Jean Bourienne, La Révolution à Rouelles, recueil de l’Association des Amis du Vieux Havre